# 모치즈키 신이치
모치즈키 신이치(일본어: 望月 新一, 1969년 3월 29일 ~)는 정수론과 산술 기하학을 연구하는 일본의 수학자다. 그는 수체 위의 쌍곡곡선에 대한 그로텐디크 추측을 해결한 업적으로 알려져 있다. 그는 p진수 타이히뮐러 이론(p-adic Teichmüller theory), 호지-아라켈로프 이론(Hodge-Arakelov theory)과 같은 새로운 수학 분야를 만들었다. 그는 또한 기존의 산술 기하 이론을 확장한 우주-간 타이히뮐러 이론(inter-universal Teichmüller theory, IUT)을 개발하여 이를 통해 abc 추측을 해결하였다고 주장하여 대중의 관심을 불러일으켰다.

## 생애
5세때 아버지를 따라 뉴욕으로 이주해 미국에서 생활하였다. 1988년에는 미국의 프린스턴 대학교 수학과를 졸업하였고, 1992년에는 같은 대학의 대학원에서 게르트 팔팅스의 지도하에 수학 박사 학위를 취득하였다. 이후 일본으로 가서 교토 대학의 수리해석연구소의 조수로 취임하였고, 2002년에는 교토 대학의 교수가 되었다. 33세의 나이로 교토대 교수가 되었을때에, 일본말은 서툴렀다고 한다.

## 업적
모치즈키는 1996년에 안아벨 기하학(anabelian geometry)에서의 그로텐디크 추측을 증명했다. 그는 1998년 국제수학자대회의 초청 연사였다. 1999년에는 호지-아르켈로프 이론을 도입했다. 2012년 8월에 모치즈키는 범-우주 타이히뮐러 이론에 대한 4편의 출판 전 논문을 발표했는데, 여기에서 그는 범-우주 타이히뮐러 이론을 발전시키고 그 응용으로 abc 추측을 비롯한 디오판틴 기하학의 몇가지 유명한 추측들의 증명을 제시한다. 그의 이론은 매우 복잡하고 많은 새로운 개념과 생각을 담고 있다. 그가 논문을 제출한 저널에서는 아직 내용을 심사하는 중이며, 여러 수학자들이 그의 이론을 이해하기 위해 다양한 활동을 진행 중이다.

## 일화
2009년에 정체불명의 프로그래머인 나카모토 사토시가 일종의 전자화폐인 비트코인의 개발을 발표하자, 그가 진짜 사토시일 것이라는 추측이 돌았으나, 본인이 자신은 나카모토 사토시가 아니라고 밝혔다.

## 출판
- Mochizuki, Shinichi (2011), "Inter-universal Teichmüller Theory: A Progress Report", Development of Galois–Teichmüller Theory and Anabelian Geometry 보관됨 2016-06-16 - 웨이백 머신, The 3rd Mathematical Society of Japan, Seasonal Institute
- Mochizuki, Shinichi (2016a), Inter-universal Teichmuller Theory I: Construction of Hodge Theaters
- Mochizuki, Shinichi (2016b), Inter-universal Teichmuller Theory II: Hodge–Arakelov-theoretic Evaluation
- Mochizuki, Shinichi (2016c), Inter-universal Teichmuller Theory III: Canonical Splittings of the Log-theta-lattice
- Mochizuki, Shinichi (2016d), Inter-universal Teichmuller Theory IV: Log-volume Computations and Set-theoretic Foundations